# Станица
Стани́ца (от сущ. стан) — остановка в пути для отдыха, временного пребывания, бивак, лагерь, отсюда станица - знамя, хоругвь, прапор, флаг как знак и место расположения казачьего отряда, село, поселок, центр волости (власти) в т.ч. место расположения станичного храма и кладбища (погоста), в отличие от окружающих хуторов. Отсюда  административная казачья сельская единица в Казацких Войсковых Областях (Донской, Терской, Кубанской), которая может включать одно или нескольких казачьих поселений, (хуторов, посёлков). На землях Гетманщины т.е. Старой, Гетманской, Казацкой Украины, историческом регионе появления казацкого народа на Поднепровье, например на Киевщине, Черниговщине и Полтавщине вместо термина «станица» используется старославянский и общерусский термин «село», «селение», словосочетания вида «казацкое село», «казачье село», вместо «казацкая станица», описывающие в т.ч. центр казацкой волости, казацкой сотни из нескольких хуторов.
Станица часто располагается по берегам реки. Всякая казачья община, жившая в городках, слободах или зимовищах, равно и посланная куда-либо (например, в Москву за царским жалованьем), именовалась станицей и имела своего станичного атамана. 
Ранее на южных окраинах Московского государства для защиты от татарских нападений организовывались станицы и сторожа для отрядов служилых людей (польская служба, то есть служба в поле) где начальниками были станичные головы.

## История
Станицы считались военным поселением, способным выставлять для казачьего войска одну сотню (эскадрон) всадников. Станицы состояли преимущественно из одноэтажных деревянных или саманных домов, крытых камышом или черепицей. Центром культурной жизни станицы была православная церковь и школа. Центром общественной жизни была базарная площадь («майдан»). Из административных зданий в станице размещались станичное правление и сотенная канцелярия. В неспокойных местах станица ограждалась валом и рвом. Поскольку казаки были заняты на военной службе, то хозяйство нередко оставалось на женщин. Неподалёку от станицы располагалось станичное кладбище. Часто при станице имелась мельница.

От Царя и Великого Князя Михаила Федоровича всея Русии на Дон, в нижние и верхние юрты, атаманам и казакам и всему Донскому войску и пр.— ТСД, Юрт.
Округ каждой станицы в Российской империи составлял её станичный юрт; лица войскового сословия, живущие в юрте — станичное общество. На станичном сборе выбиралось станичное правление: станичный атаман, его помощник и казначей. Атаман распределял земли между семьями казаков. Если станица была небольшой, то в станичном сборе участвовало все мужское население, а если станица была крупнее, то каждые 10 дворов высылали своего кандидата. С 1861 г., на основании рескрипта Александра II, на территории Кубанского казачьего войска разрешалось приобретать в собственность земельные участки и недвижимость лицам не войскового сословия. 10 мая 1862 г. вышло положение «О заселении предгорий западной части Кавказского хребта кубанскими казаками и другими переселенцами из России». Иногородним разрешалось селиться в линейных станицах и приобретать землю на правах полной собственности.
По определению из книги, станицей являлся отряд из служилых людей, назначаемый для поисков неприятеля.
По численности населения станицы часто превышают небольшие города. Например, в станице Каневской (Краснодарский край) — 44 386 (2010), а в станице Ленинградской (Краснодарский край) — 36 940 (2010). Эти станицы являются крупнейшими сельскими поселениями России. В станице Орджоникидзевская (ныне город Сунжа) в Ингушетии, до придания ей статуса посёлка городского типа в 2015 году, проживало 64 041 человек.
Станицы как населённые пункты в настоящее время существуют в следующих субъектах России:
- Республика Адыгея
- Волгоградская область
- Республика Дагестан
- Республика Ингушетия
- Кабардино-Балкарская Республика
- Карачаево-Черкесская Республика
- Краснодарский край
- Курганская область
- Ростовская область
- Республика Северная Осетия — Алания
- Ставропольский край
- Чеченская Республика

До Октябрьской революции и Гражданской войны станицы существовали также в Новороссии (восточном Донбассе), в Астраханской области, на Урале, в Сибири, на Дальнем Востоке, в Туркестане (современность — Казахстан и север Киргизии). Однако затем все они были преобразованы в иные типы населённых пунктов.